# Curdo meridional
Curdo meridional (کوردی خوارگ; kurdî xwarig, também chamado Pehlewaní; پاڵەوانی) é uma variação dialetal da língua curda falada predominantemente no oeste do Irã e nas fronteiras do leste do Iraque.
No Irã, o Pehlewani é falado nas províncias de Quermanxá e Ilão. No Iraque, é falado na região de Khanaqin e Mandali, além de Bagdá.

## Subdialetos
Alguns subdialetos são:
- Quermanxani - falado na cidade de Quermanxá;
- Quelúri - falado na região de Quermanxá e Ilão;
- Feyli ou Ilão - falado na província iraniana de Ilão e nas regiões de Khanaqin e Mandali no Iraque;
- Laki - falado na região central dos Zagros no Irã.